# 영암종합스포츠타운
영암종합스포츠타운(靈岩綜合스포츠타운, Yeongam Sports Town)은 대한민국 전라남도 영암군에 있는 스포츠 시설 단지이다. 보조경기장, 야구 경기장 등 여러 스포츠 시설이 갖춰져 있다.

## 참고 문헌
- “영암종합스포츠타운”. 《영암군 OK통합예약》. 영암군청.
- “영암군 체육시설”. 《영암군청》. 영암군청.
- 〈영암종합운동장〉. 《한국향토문화전자대전》. 한국학중앙연구원.[깨진 링크(과거 내용 찾기)]
- 《2020년 전국 공공체육시설 현황 (2019년말 기준)》. 대한민국 문화체육관광부. 2021.

## 같이 보기
- 영암종합운동장